# 通巴湖
通巴湖（Lac Tumba）是剛果民主共和國西北部的淺水湖泊，座標位置約0°50′S 18°0′E / 0.833°S 18.000°E，面積500平方公里，水深2米至6米，是剛果河流域的一部分。通巴湖有114種魚類居住，1883年亨利·莫頓·史丹利到通巴湖探險。